# Nuestra Señora del Rosario (fragata)
La Nuestra Señora del Rosario, alias La Princesa, fue una fragata de la Armada Española construida en los astilleros de San Blas y botada en 1778. En ocasiones es llamada fragata y en otras corbeta. Esto se debe a que durante esta época eran tipos de naves muy similares, con tres palos y velas cuadradas, con la diferencia de que las corbetas eran ligeramente menores y con una sola cubierta en vez de dos. Sin embargo, aunque las especificaciones concreta de La Princesa son desconocidas, fue diseñada con una capacidad de almacenamiento suficiente para poder navegar durante un año sin necesidad de reavituallamiento. Se construyó pensando más en la durabilidad que en la velocidad. Como La Favorita, una fragata similar también basada en San Blas, la Princesa fue intensamente usada durante tres décadas jugando un importante papel en la exploración del Noroeste del Pacífico así como en el aprovisionamiento de las misiones de Alta California.

## Historial

### Viaje a Alaska de 1779
En 1779 tomó parte del viaje desde San Blas a Alaska. La expedición estaba bajo el mando de Ignacio de Arteaga a bordo de la Favorita. Juan Francisco de la Bodega y Quadra estaba al mando de la Princesa, teniendo por segundo oficial a Francisco Antonio Mourelle, cirujano Mariano Núñez Esquivel, piloto José Cañizares y segundo piloto Juan Bautista Aguirre.
El objetivo de esta expedición era evaluar la penetración rusa en Alaska, buscar el Paso del Noroeste y capturar a James Cook si le encontraran en aguas españolas. La Armada Española había aprendido de las exploraciones de Cook en 1778 a lo largo de la costa del noroeste de Norteamérica. En junio de 1779, durante la expedición de Arteaga y Bodega y Quadra, España entró en la guerra de Independencia de Estados Unidos como aliado de Francia, precipitando en paralelo la guerra anglo-española que continuó hasta la firma del Tratado de París de 1783. Arteaga y Bodega y Quadra no encontraron a Cook, que había sido asesinado en Hawái en febrero de 1779.
Durante el viaje se exploró cuidadosamente la bahía de Bucareli para navegar posteriormente al norte hacia Port Etches en la isla Hinchinbrook, cerca de la entrada al Prince William Sound. Aquí Arteaga procedió a tomar acto formal de posesión en una ceremonia en la orilla. Este fue el punto más septentrional en el que España realizó este tipo de acto formal de toma de posesión y en el que basó sus reclamaciones de soberanía al norte del paralelo 61° norte.
También se exploraron la ensenada de Cool y la península de Kenai, donde una ceremonia de toma de posesión tuvo lugar el 2 de agosto de 1779 en el actual Port Catham. Debido a varias enfermedades en la tripulación, Arteaga decidió regresar al sur. El 8 de septiembre, las naves se reagruparon y regresaron a San Blas. Aunque los españoles fueron normalmente muy reservador sobre sus viajes de exploración y los descubrimientos que hicieron, el viaje de 1779 de Arteaga y Bodega y Quadra fue muy conocido. La Peroue obtuvo una copia de su mapa, que fue publicado en 1798. El diario de Mourelle por su parte fue adquirido y publicado en Londres en 1798 por Daines Barrington.

### Actividades durante la Guerra Anglo-española
Durante la Guerra anglo-española entre 1779 y 1783 la base naval de San Blas se dedicó a la defensa de las islas Filipinas. En 1780 Francisco Antonio Mourelle navegó con la Princesa hasta Manila con este propósito. Regresó a San Blas en 1781. También durante la primera mitad de la década de 1780 el abastecimiento a la Alta California fue siendo cada vez más prioritario. Esteban José Martínez navegó con la Princesa hasta Monterey varias veces.

### Viaje a Alaska de 1788
En marzo de 1788 dos embarcaciones fueron enviadas desde San Blas hacia en norte para investigar la actividad rusa. Esteban José Martínez a bordo de la Princesa comandaba la expedición, junto con el carguero San Carlos, comandado por Gonzalo López de Haro y teniendo como piloto a José María Narváez. Ambas naves llegaron al Prince William Sound en mayo, para posteriormente dirigirse al oeste siguiendo las pistas de actividades rusas en el comercio de pieles. En junio de ese año Haro entró en contacto con los rusos en el puesto de bahía de Three Saints en la isla de Kodiak, para más tarde dirigirse hacia el este para reencontrarse con Martínez en la isla de Sitkinak. Usando la información obtenida en la bahía de Three Saints, los dos barcos navegaron hacia la isla de Unalaska, donde se encontraba un gran asentamiento comercial ruso también llamado Unalaska, bajo la dirección del comandante Potap Kuzmich Zaikov. La Princesa llegó el 29 de julio, mientras que el San Carlos llegó el 4 de agosto. Zaikov proporcionó a Martínez tres mapas del área de las islas Aleutianas. También confirmó la intención de los rusos de tomar posesión del estrecho de Nutca, un puerto clave en la costa oeste de la isla de Vancouver durante el año siguiente. La visita a Unalaska marcó el punto más occidental al que llegaron las exploraciones españolas en Alaska.
Los dos barcos zarparon de Unalaska el 18 de agosto de 1788 y se dirigieron hacia el sur camino de California y México. Debido al deterioro de la relación entre Martínez y Haro, el contacto se cortó en tres días y las dos naves navegaron hacia el sur por separado. Martínez permitió esto, pero ordenó a Haro reagruparse en Monterey. Sin embargo, durante este viaje hacia el sur, Haro, con el apoyo de Narváez y otros pilotos, declaró a su nave libre del mando de Martínez. Así el San Carlos navegó por su cuenta hasta San Blas y llegó el 22 de octubre de 1788. Martínez en la Princesa llegó a San Blas en diciembre, al haber estado esperando durante un mes a Haro en Monterey, y se encontró con acusaciones de irresponsabilidad en el mando. Pronto recuperó la confianza y se le encargó una nueva expedición para ocupar el estrecho de Nutca antes de que los rusos lo hicieran.

### Ocupación del estrecho de Nutca en 1789
Martínez fue puesto a cargo de la Princesa con órdenes de tomar posesión del estrecho de Nutca. Zarpando desde San Blas, llegó a Nutca el 6 de mayo de 1789. Rápidamente desembarcó la artillería y materiales para construir el fuerte de San Miguel. Aproximadamente una semana después el San Carlos llegó bajo el mando de Haro. Las tripulaciones de ambos barcos eran casi idénticas a las del viaje anterior, además de 28 soldados de la Primera Compañía Franca de Voluntarios de Cataluña. Algunos navíos británicos ya estaban presentes cuando Martínez llegó, y más llegaron durante el verano. El conflicto estalló entre Martínez y los Británicos, produciéndose una serie de eventos conocidos como la crisis de Nootka, que casi conducen a una guerra entre Gran Bretaña y España.

### Ocupación de la bahía de Núñez Gaona en 1792
En 1792 se le encarga a Salvador Fidalgo establecer un asentamiento español en la costa suroeste del estrecho Juan de Fuca, en un enclave que los españoles denominaron bahía de Núñez Gaona (actualmente Neah Bay, Washington, Estados Unidos). Al mando de la Princesa zarpó de San Blas y llegó a Neah Bay el 28 de mayo de 1792. El trabajo en el asentamiento comenzó y pronto la tierra estaba lista para una huerta, un cercado para ganado bovino, ovino, porcino y caprino, y una empalizada con un pequeño destacamento. La Princesa se mantuvo anclada en la bahía para proporcionar protección.
Durante el otoño de 1792 un conflicto estalló entre los Makah, nativos de la zona, y los españoles. El segundo al mando, Antonio Serantes, fue asesinado y en represalia Fidalgo mató a multitud de nativos. Por esta acción Fidalgo fue duramente reprendido por sus oficiales superiores. El asentamiento fue abandonado y Fidalgo fue reclamado a Nutca.

### Últimos viajes al Pacífico del Noroeste
La Princesa hizo varios viajes más hasta Nutca entre 1792 y 1794, mientras se negociaban las Convenciones de Nutca. El último de estos viajes de la Princesa fue en el verano de 1794, cuando Fidalgo llevó a José Manuel de Álava, el nuevo Comandante de San Blas tras la muerte de Bodega y Quadra, desde San Blas a Nutca. Él sería el encargado en finalizar las negociaciones con George Vancouver, para resolver la crisis de Nootka, que habían comenzado Bodega y Quadra y Vancouver.